# Cumaru-nordestino

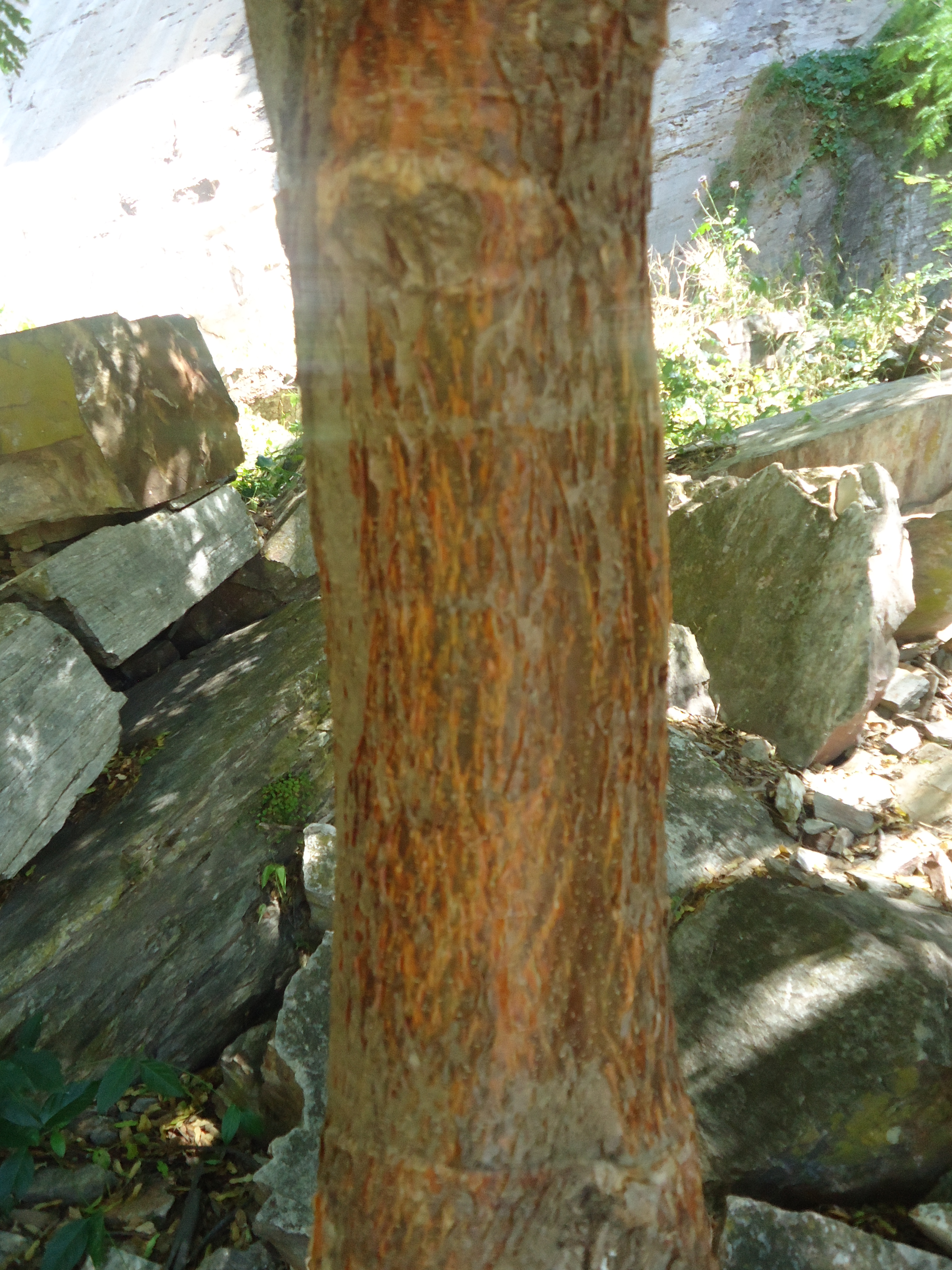
Detalhe da casca da árvore

Cumaru-nordestino (Amburana cearensis) também designado por outros nomes populares, é uma árvore característica dos biomas de caatinga e cerrado do Nordeste brasileiro, mas que também pode ocorrer em áreas de Mata Atlântica até o estado de São Paulo. Caracteriza-se principalmente pela variação no porte, dependendo do solo e da disponibilidade de água, e pela casca cor vermelho-marrom viva, que tem restos de velhas camadas da periderme se desprendendo em ritidoma. A casca, junto com partes do floema, tem uma substância, chamada cumarina, que tem aplicações medicinais, inclusive pela medicina popular.

## História e utilização
Os primeiros usos do cumaru-nordestino, foram com os povos indígenas do semiárido brasileiro. Atualmente, o povo Fulni-Ô, de Pernambuco, ainda utiliza essa planta de forma medicinal, além de possuir uma grande importância religiosa. Assim, são responsáveis por preservar conhecimentos milenares sobre o uso do cumaru. No Ceará, o povo Tapeba também usa essa planta na sua medicina tradicional, principalmente para problemas respiratórios.

## Nomes vernáculos
Nomes em português: ambaúrana, amburana, amburana de cheiro, angelim, baru, cabocla, cerejeira rajada, cumaré, cumaru, cumaru de cheiro, cumaru do ceará, cumbaru das caatingas, emburana, emburana de cheiro, imburana, imburana brava, imburana cheirosa, imburana de cheiro, louro ingá, umburana, umburana lisa, umburana macho, umburana vermelha, umburana de cheiro, umburana-de-cheiro, umburana do cheiro: